# Francisco Xavier da Silva Teles
Para outros significados de Silva Teles, veja Silva Teles (desambiguação).
Francisco Xavier da Silva Teles CvA • OA • ComA • OSE • MPCE • MOCE (Goa, Goa Norte, Pondá, 2 de Setembro de 1860 — Lisboa, 21 de Maio de 1930), mais conhecido por Silva Teles, foi um médico naval, formado na Escola Médico-Cirúrgica de Lisboa, professor universitário, reitor da Universidade de Lisboa, Ministro da Instrução Pública, cientista e académico. Distinguiu-se no estudo da antropologia e da geografia.

## Biografia
Silva Teles nasceu na antiga Índia Portuguesa, filho de António Xavier da Silva Teles e de sua mulher Clara de Unhão. Fez em Goa os seus estudos primários e depois de completar os estudos secundários no Liceu de Nova Goa, partiu para Lisboa, onde em 1880 se formou em medicina pela respectiva Escola Médico-Cirúrgica.
Uma vez terminado o curso, optou pela carreira naval, assentando a praça como Aspirante-facultativo do Ultramar a 18 de Novembro de 1881. Na Armada Portuguesa fez uma rápida carreira, sendo em 1885 promovido a Médico Naval de 2ª Classe e em 1889 a Médico Naval de 1ª Classe. Permanecendo na Armada, a 12 de Agosto de 1913 foi promovido a capitão-tenente, a 31 de Julho de 1915 a capitão-de-fragata, e a 14 de Março de 1918 a capitão-de-mar-e-guerra.
Durante a sua carreira esteve embarcado durante largos períodos, a maior parte dos quais em navios que estavam em comissão no ultramar. Fez parte das guarnições das canhoneiras Vouga, Cuanza, Mindelo e D. Luís, das corvetas Afonso de Albuquerque, Duque de Terceira e Rainha de Portugal, e do cruzador Vasco da Gama. também esteve embarcado no transporte África, então integrado na Divisão Naval de África Ocidental e Oriental.
Revelando-se um intelectual de grande craveira, desde cedo representou a Armada Portuguesa em diversas reuniões internacionais e teve a oportunidade de realizar visitas de estudo e cursos no estrangeiro. Estudou antropologia em Paris sob a direcção do professor Léonce Manouvrier da École d’Anthropologie de Paris, onde se aperfeiçoou em técnicas antropométricas. Depois de realizados esses estudos, publicou diversos trabalhos de temática antropológica e, em 1891, regeu na Academia de Estudos Livres de Lisboa um curso de Antropologia, para o qual preparou um programa de observações antropológicas. Esse programa seria depois utilizado pela Sociedade de Geografia de Lisboa nos trabalhos de campo que organizou na região da Serra da Estrela.
A partir de 1900 fixou-se em Lisboa, passando a desenvolver uma intensa actividade científica e académica, especialmente em temas relacionados com os estudos coloniais, com destaque para as questões antropológicas das então colónias portuguesas. Nesse contexto, organizou em 1901 o I Congresso Colonial, realizado sob a égide da Sociedade de Geografia de Lisboa.
A partir de 1902 dedica-se à docência, sendo nomeado professor da cadeira de Higiene e Climatologia do curso de Medicina Tropical. Passou então a dedicar grande atenção ao estudo da relação entre as condições de saúde nas colónias portuguesas e o seu clima, matéria que desenvolveu em diversas publicações. Também se dedicou às temáticas ligadas à educação, sendo em 1908 um dos fundadores da Liga de Educação Nacional.
Dada a sua visibilidade, particularmente no contexto da Sociedade de Geografia de Lisboa, da qual foi secretário-geral, foi eleito em 1912 sócio correspondente da Academia Real das Ciências de Lisboa.
Terminada a sua carreira naval, em 1921 foi nomeado professor do Curso Superior de Letras, sendo encarregado das cadeiras de Geografia Económica Geral e Especial, Geografia Económica de Portugal e suas Colónias e Geografia Económica do Brasil. Deu então um grande e significativo impulso à reorganização da Faculdade de Letras de Lisboa, no qual aquele Curso foi integrado.
Mantendo um grande interesse pelas questões coloniais, a 18 de Novembro de 1927 foi nomeado professor da cadeira de Administração Colonial, cargo que acumulou com os de director da Escola de Medicina Tropical de Lisboa e de professor do Instituto Superior do Comércio de Lisboa. A 24 de Fevereiro de 1928 foi nomeado reitor da Universidade de Lisboa.
A sua ligação aos estudos coloniais e à temática da educação levaram a que a 8 de Julho de 1929 fosse nomeado Ministro da Instrução Pública de um dos governos da Ditadura Nacional. Pouco conformado com a evolução da situação política, renunciou ao posto ministerial a 11 de Setembro de 1929.
Ao longo da sua carreira científica, Silva Teles revelou-se um geógrafo de grande mérito, em especial nos campos da demografia e da climatologia, a que aliava os seus conhecimentos e experiência na área antropológica e médica. Foi pioneiro na introdução em Portugal da geografia científica, razão pela qual é considerado como um dos grandes reformadores dos estudos geográficos portugueses.
Para além de ter publicado uma vasta e diversificada obra científica e literária, representou Portugal em vários congressos internacionais, nas áreas da Antropologia, da Medicina, da Geografia e da Agricultura Tropical, realizados em cidades como Paris, Genebra, Washington, Roma, Londres, Cambridge, Nápoles e Bruxelas.
A sua obra confere-lhe um lugar destaque nos campos da Antropologia, da Geografia e mesmo nas áreas do saber que modernamente se integraram na Economia.
Foi uma das figuras mais eminentes do professorado universitário português da primeira metade do século XX, tendo sido agraciado com os graus de Cavaleiro, Oficial e Comendador da Ordem Militar de São Bento de Avis a 11 de Março de 1919 e com o grau de Oficial da Antiga, Nobilíssima e Esclarecida Ordem Militar de Sant'Iago da Espada, do Mérito Científico, Literário e Artístico. Recebeu ainda as Medalha de Prata de Comportamento Exemplar, a Medalha de Ouro de Comportamento Exemplar e a Medalha de Bronze de Filantropia e Caridade.
Colaborou nas revistas Revista de Estudos Livres   (1883-1886) e Pela Grei   (1918-1919).
Silva Teles é lembrado na toponímia da cidade de Lisboa, dando o nome a uma rua da freguesia de Nossa Senhora de Fátima.